# (1770) Schlesinger
(1770) Schlesinger ist ein Asteroid des Hauptgürtels, der am 10. Mai 1967 von C. U. Cesco und A. R. Klemola in El Leoncito (Argentinien) entdeckt wurde. 
Benannt ist der Asteroid nach dem US-amerikanischen Astronomen Frank Schlesinger (1871–1943).